# Irena Tomšová
Irena Tomšová (* 4. Januar 1977 in Jablonec nad Nisou) ist eine tschechische Biathletin und Skilangläuferin.
Irena Tomšová ist Trainerin und lebt in Velke. Sie begann 1992 mit dem Sport und startete für den SKP Jablonex. Ihre ersten bedeutenden Einsätze hatte sie im Rahmen der Biathlon-Weltmeisterschaften 1996 von Ruhpolding, wo sie 53. des Sprints und an der Seite von Kateřina Holubcová, Irena Česneková sowie Eva Háková im Staffelrennen Siebte wurde. Anschließend folgten erste Rennen im Weltcup, bei denen Tomšová in Pokljuka 53., in Hochfilzen 80. von Sprintrennen wurde. 1997 trat sie zunächst erneut bei den Weltmeisterschaften 1997 in Osrblie und wurde 67. im Sprint. Kurz drauf startete sie bei den Juniorenweltmeisterschaften in Forni Avoltri und wurde Achte des Einzels. Ihren größten internationalen Erfolg erreichte sie bei den Europameisterschaften des Jahres in Windischgarsten, wo sie als an der Seite von Irena Madlová und Jitka Simunková die Bronzemedaille im Staffelrennen gewann. 1998 startete Tomšová auch bei den Sommerbiathlon-Weltmeisterschaften in Osrblie, bei denen sie im Sprint 24. wurde. In der Saison 1998/99 nahm Tomšová regelmäßig an Rennen die Weltcups teil. Zum Auftakt der Saison erreichte sie mit einem 30. Rang in Hochfilzen ihr bestes Ergebnis, eine Saison später hätte sie mit der Platzierung Punkte gewonnen. Bessere Ergebnisse erreichte sie mit der Staffel Tschechiens. In Lake Placid wurde ein vierter Rang an der Seite von Holubcová, Česneková und Háková das beste Resultat. Bei den Weltmeisterschaften 1999 in Kontiolahti wurde Tomšová 47. des Sprints. Ihre letzten Rennen im Weltcup bestritt sie 2000 in Antholz, wo sie sich als 60. als Letzte für das Verfolgungsrennen qualifizieren konnte, in dem sie 55. wurde. Bis 2004 folgten noch Einsätze im Europacup.
Seit 2003 startete Tomšová vermehrt als Skilangläuferin. Bis 2005 startete sie ausschließlich in FIS-Rennen, einziges Top-Ten-Resultat war dabei ein siebter Rang bei einem Rennen über 10 Kilometer Klassisch in Horní Mísečky. 2005 nahm sie an der Winter-Universiade in Seefeld teil, bei der sie im Freistil-Sprint 39., über 5 Kilometer Freistil 53. und im Massenstartrennen 30. wurde. Danach folgten noch zwei Starts im Slavic Cup im Jahr 2008 sowie ein Start in einem FIS-Rennen 2012.

## Biathlon-Weltcup-Platzierungen
Die Tabelle zeigt alle Platzierungen (je nach Austragungsjahr einschließlich Olympische Spiele und Weltmeisterschaften).
- 1.–3. Platz: Anzahl der Podiumsplatzierungen
- Top 10: Anzahl der Platzierungen unter den ersten zehn (einschließlich Podium)
- Punkteränge: Anzahl der Platzierungen innerhalb der Punkteränge (einschließlich Podium und Top 10)
- Starts: Anzahl gelaufener Rennen in der jeweiligen Disziplin
- Staffel: inklusive Mixed- und Single-Mixed-Staffeln

| Platzierung                                                   | Einzel | Sprint | Verfolgung | Massenstart | Staffel | Gesamt |
| ------------------------------------------------------------- | ------ | ------ | ---------- | ----------- | ------- | ------ |
| 1. Platz                                                      |        |        |            |             |         |        |
| 2. Platz                                                      |        |        |            |             |         |        |
| 3. Platz                                                      |        |        |            |             |         |        |
| Top 10                                                        |        |        |            |             | 5       | 5      |
| Punkteränge                                                   |        |        |            |             | 5       | 5      |
| Starts                                                        | 2      | 12     | 7          |             | 5       | 26     |
| Stand: Karriereende, Daten möglicherweise nicht ganz komplett |        |        |            |             |         |        |